# Друга пісня про Гудрун

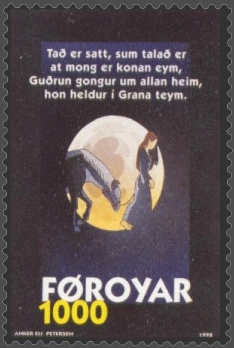
Гудрун знайшла коня Сігурда Грані й зрозуміла, що СіГурд загинув. Ілюстрація на фарерськійе марці, автор — Анкер Елі Петерсен.

Друга пісня про Гудрун (Guðrúnarkviða II), або Давня пісня про Гудрун (Guðrúnarkviða hin forna) вважається найдавнішою піснею з циклу про Сігурда.
Пісня була складена до 1000 року й була збережена в не надто гарному вигляді. Але навіть в такому вигляді вона прислужилася до написання Саги про Вельсунгів, в якій її широко цитовано. Як вважає Генрі Адамс Беллоувс, це єдина давньоскандинавська поема, написана у період до 1000 року в циклі про Сігурда, що дійшла до нас у майже незміненому стані. Інші давні поеми (Мова РеГіна, Мова Фафніра та Мова Сігрдріви) є збірками фрагментів, а від Давньої пісні про Сігурда збереглося лише закінчення. Інші поезії циклу переважно датуються ХІ та ХІІ століттями.
Беллоувс припускає, що ця пісня може походити від німецького «плачу», адже Сігурд в цій пісні гине в лісі, як і в Пісні про Нібелунгів, а не в ліжкові. Інші елементи, які наближають цю пісню до германської традиції, — це мати та брати Гудрун, які наполягали на її одруженні з Атлі, вбивство Гьюкунгів та відплата за це Атлі.

## Опис
Конунг Тедрек зупинився при дворі Атлі, втративши багатьох своїх воїнів у битві.
Тедрек та дружина Атлі Гудрун саме залишилися на самоті й обговорюють свої неприємності. Гудрун оповідає Тедрекові, що вона була ще молодою дівою, коли її батько Гьюкі видав її за Сігурда з приданим у вигляді золота. Але потім її брати убили її чоловіка Сігурда:
| 4. Grani rann at þingi, — gnýr var at heyra, — en þá Sigurðr sjalfr eigi kom; öll váru söðuldýr sveita stokkin ok of vanið vási und vegöndum. | 4. Грані їхав на тінг, — гуркотіла земля,— але СіГурд сам не приїхав; всі коні були мокрі від поту, втомлені були везти убивць. |  |

Гудрун бере коня за поводи й починає ридати, розуміючи, що трапилося:
| 5. Gekk ek grátandi við Grana ræða, úrughlýra jó frá ek spjalla; hnipnaði Grani þá, drap í gras höfði, jór þat vissi, eigendr né lifðu-t. | 5. Ходила я плакати з Грані говорячи, вся залита сльозами його я допитувалась; похнюпився Грані, до трави похилився, про те він знав, що хазяїн вже мертвий. |  |

Коли вона зустріла своїх братів, Гуннар похилив свою голову, а Гегні сказав їй про те, що Сігурда убито, й разом з собою він забрав їхнього брата Гуторма. Далі він говорить їй, що вона може знайти СіГурда на південній дорозі, там, де кричать ворони та завивають вовки. Гудрун іде у ліс в пошуках решток, полишених вовками, й знаходить Сігурда.
Знайшовши Сігурда Гудрун не почала ридати над його тілом і заламувати руки, хоча й була настільки засмучена, що не хотіла жити. Вона пішла в гори й подорожувала так протягом п'яти днів, доки не побачила палати Гальфа у Данії, де й зупинилася на три з половиною роки з Торою, донькою Гакона.
Тора та Гудрун розважаються вишиванням на гобеленах південних палат, данських лебедів та воїнів:
| 16. Skip Sigmundar skriðu frá landi, gylltar grímur, grafnir stafnar; byrðu vit á borða, þat er þeir börðusk Sigarr ok Siggeirr suðr á Fjóni. | 16. Корабель Сігмунда відпливав від землі, весь в золотих обличчях і розписаний з боків; вишили ми ще, як вони бились, Сігар і Сіггейр, на півдні у Фьйоні. |  |

Її мати Грімгільд просить своїх синів Гуннара та Гегні про свого роду вергельд, який вони мають сплатити своїй сестрі за вбивство її чоловіка Сігурда та її сина Сігмунда, й вони обидва готові розрахуватися з сестрою. Гудрун зустрічає свою матір, братів та Вальдара, короля Данії, а також трьох чоловіків на імена Яріцлейф, Еймод та Яріцскар.
Вони хочуть піднести Гудрун подарунки, аби розрадити її, але вона їм не вірить. Тоді її мати дає їй випити якийсь напій, зілля забуття:
| Færði mér Grímhildr full at drekka svalt ok sárligt, né ek sakar munðak; þat var of aukit jarðar magni, svalköldum sæ ok sónum dreyra. — Váru í horni hvers kyns stafir ristnir ok roðnir, — ráða ek né máttak,— lyngfiskr langr, lands Haddingja ax óskorit, innleið dyra. | 21. Піднесла мені Грімгільд ріг із напоєм прохолодним, терпким; щоб забула я про горе; було його зварено зі сили землі, крижаної води морської та синової крові. — 22. Було на тім розі багато різних символів намальовано й вибито,— прочитати я їх не могла,— довга вереску риба, землі Гаддінгі колос незрізаний, нутрощі звірів. |  |

Далі пісня оповідає про те, що Гудрун усе забула й троє королів стали перед нею на коліна, а Грімгільд завела свою мову. Її мати сказала їй, що віддає їй усі скарби її батька, а також її стануть скарби Будлі, бо відтепер вона стане дружиною Атлі.
| «Húnskar meyjar, þær er hlaða spjöldum ok gera gull fagrt, svá at þér gaman þykki; ein skaltu ráða auði Buðla, gulli göfguð ok gefin Atla.» | 26. «Гунських дів, ткаль майстерних, що золотом шиють, на розраду тобі; будеш хазяйкою всіх скарбів Будлі, вбирайся у золото й вийди за Атлі.» |  |

Гудрун відповідає, що не бажає одружуватися з Атлі, але її мати наполягає на тому, що у шлюбі з Атлі вона буде такою ж щасливою, якою б була, якби були в живих Сігурд та її син Сігмунд. Більше того, якщо вона не одружиться з Атлі, то житиме до кінця віку без чоловіка. Гудрун відповіла, що не варто б її матері так прагнути відіслати її до гунів, й прорікає, що Атлі уб'є Гуннара та виріже серце Гьогні. Грімгільд починає ридати після такого пророцтва й говорить до Гудрун, що вона має відіслати Гудрун до Атлі.
Гудрун закінчує свій плач словами, що вийде за Атлі лише заради своїх родичів. Вона не була щаслива з Атлі й втратила своїх синів, коли помирали її брати, в результаті вбивши Атлі.
Вона їхала до Атлі спочатку протягом тижня по снігові, тоді тиждень пливла водою й останній тиждень по висушеній землі. Вони прибули до високих стін й сторожа відкрила їм ворота.
Далі в тексті відсутня значна частина тексту, після чого починається розмова Атлі та Гудрун щодо його снів:
| «Svá mik nýliga nornir vekja»,— vílsinnis spá vildi, at ek réða,— «hugða ek þik, Guðrún Gjúka dóttir, læblöndnum hjör leggja mik í gögnum.» | 38. «Мені так нещодавно норни віщували,— розгадали ті сні, що мене турбували,— бачив я тебе, Гудрун, Гьюкі донько, з мечем, що пронизує мене. Я мертвий лежу.» |  |

Не розуміючи значення своїх снів, Атлі описує, як в майбутньому він з'їсть своїх власних дітей, поданих йому на стіл їхньою матір'ю Гудрун в помсту за смерть її братів від руки Атлі.
| Hugða ek mér af hendi hauka fljúga bráðalausa bölranna til; hjörtu hugða ek þeira við hunang tuggin, sorgmóðs sefa, sollin blóði. — Hugða ek mér af hendi hvelpa losna, glaums andvana, gylli báðir; hold hugða ek þeira at hræum orðit, nauðigr nái nýta ek skyldak." | 41. «Я снив, що власноруч яструбів запускав я, спраглих до їжі, лиху на здобич; бачив серця їх, з медом я їв їх, ковтаючи горе, перемащені кров'ю. — 42. Я снив, що власноруч щенят відпустив я, не маючи талану, вони обидва скавучали; плоть снив я їхню, що їжею стала, і змушений був я їсти її.» |  |

Поема закінчується кількома строфами, промовленими Гудрун, в яких вона пояснює ці сни майбутнім жертвоприношенням.